# Museu de la Història de la Perruqueria Raffel Pagès
Des de l'any 2000, el Museu d'Història de la Perruqueria Raffel Pagès, o Museu de la Perruqueria Raffel Pages, ubicat a Barcelona, ha orientat la part principal de la seva activitat a la conservació del patrimoni històric relacionat amb la història i l'ofici de la perruqueria. Es tracta de peces col·leccionades per l'estilista Raffel Pagès al llarg de 50 anys provinents d'arreu del món. El museu compta amb més de 5.000 estris, així com amb més de 2.000 llibres, el que el converteix en la col·lecció i a la biblioteca específica més completa i important del món.

## La Col·lecció
A la col·lecció s'hi poden contemplar peces que daten des de la prehistòria fins als nostres dies. Tot el relacionat amb el cabell i amb la professió. Estris que des d'anys prehistòrics, han estat indispensables per a qualsevol tractament del cabell i de la barba. Estan exposats els primers tallants de l'edat de pedra i de l'edat de ferro, les primeres navalles i algunes peces que han donat lloc a les primeres tisores. També formen part de la col·lecció pintes de diferents materials, com petxina de tortuga o fusta, pertanyents a diferents llocs geogràfics i èpoques.
Des d'Egipte fins a Grècia, destaquen alguns estris associats a la bellesa femenina com miralls, perfumadors, agulles per recollir els cabells, etc. A partir de l'edat mitjana sobresurten noves eines, que marquen la tendència que succeeix a aquest període, com els curiosos “sapoudreurs” que servien per empolsar les grans i monumentals perruques. Ressalta, la part de la mostra que inclou peces artesanals creades durant l'imperi napoleònic, polseres, bessons, fermalls i veritables quadres realistes construïts i cosits amb autèntics cabells. Per als més curiosos, la col·lecció també compta amb cabells de personatges famosos com els de Napoleó Bonaparte, Elvis Presley, Marilyn Monroe i John Lenon, entre d'altres.
L'aparell més emblemàtic i representatiu dirigit a l'assecat del cabell que va substituir a l'aire natural i a la calor del sol és l'assecador de cabells tant de casc com de mà. Per a l'ondulació i arrissat del cabell, la col·lecció compta amb una extensa selecció que va des de les més antigues tenalles amb els seus fogons, fins als aparells de permanent calents i tebis. Destaquem algunes peces, els mecanismes de funcionament són més particulars, com ara els assecadors de corda, de maneta o d'alcohol, així com les pinces escalfades amb alcohol.
L'evolució de la cura del cabell també ha estat marcada per productes capil·lars dirigits a homes i / o dones, per això, el museu també conserva alguns dels primers productes, creats per diferents marques, entre ells, locions, xampús, brillantines
, tints, etc. i les respectives publicitats.

## Biblioteca
Existeix una rica i completa documentació bibliogràfica sobre els perruquers més rellevants de la història, des del primer promotor de la perruqueria-barberia, Licinus Mena, fins a les grans figures dels nostres temps. Obres que il·lustren la història i l'evolució de la perruqueria en diferents zones geogràfiques, fins a catàlegs que mostren les primeres promocions dels originaris estris i aparells, revistes de perruqueria a partir del s. XIX, així com obres sobre moda i indumentària, perfumeria i cosmètica.

## Obres destacades
- Cabells trenats dels reis de França, Maria Antonieta i Lluís XVI